# Pacte de sang (pel·lícula de 2024)
Pacte de sang (títol original en anglès, Red Right Hand) és una pel·lícula de thriller d'acció estatunidenca del 2024 dirigida per Ian Nelms i Eshom Nelms i protagonitzada per Orlando Bloom i Andie MacDowell. Es va estrenar el 23 de febrer de 2024. S'ha doblat i subtitulat al català.
El rodatge principal va tenir lloc l'abril de 2022 a Campbellsburg, Shepherdsville i New Castle (Kentucky).